# Фінал Кубка Іспанії з футболу 1977
Фінал Кубка Іспанії з футболу 1977 — футбольний матч, що відбувся 25 червня 1977 року. У ньому визначився 75-й переможець кубка Іспанії.

## Шлях до фіналу
| Бетіс                  | Бетіс          | Бетіс                    | Раунд           | Атлетік   | Атлетік   | Атлетік                  |
| ---------------------- | -------------- | ------------------------ | --------------- | --------- | --------- | ------------------------ |
| Суперник               | Результат      | Матчі                    |                 | Суперник  | Результат | Матчі                    |
| Баракальдо             | 5–2            | 0–1 на виїзді; 5–1 вдома | Перший раунд    | -         | -         | -                        |
| Сестао                 | 7–2            | 5–1 вдома; 2–1 на виїзді | Другий раунд    | -         | -         | -                        |
| Депортіво (Ла-Корунья) | 6–1            | 2–1 на виїзді; 4–0 вдома | Третій раунд    | -         | -         | -                        |
| -                      | -              | -                        | Четвертий раунд | -         | -         | -                        |
| Реал Вальядолід        | 3–2            | 2–1 на виїзді; 1–1 вдома | 1/8 фіналу      | Ельче     | 4–1       | 0–1 на виїзді; 4–0 вдома |
| Еркулес                | 3–3 (пен. 4–2) | 2–1 вдома; 1–2 на виїзді | 1/4 фіналу      | Севілья   | 6–3       | 5–0 вдома; 1–3 на виїзді |
| Еспаньйол              | 2–1            | 0–1 на виїзді; 2–0 вдома | 1/2 фіналу      | Саламанка | 8–1       | 6–0 вдома; 2–1 на виїзді |

## Подробиці
| 25 червня 1977 |

| Реал Бетіс | 2:2      | Атлетік (Більбао)                                                                               |
| --- | -------- | ----------------------------------------------------------------------------------------------- |
| Лопес 45', 116'                                                                                               | Протокол | Карлос 14' Дані 97'                                                                             |
| | Пенальті |                                                                                                 |
| - Гарсія Соріано - дель Посо - Лопес - Бьйоска - Карденьйоса - Сабате - Алабанда - Еснаола - Еулате - Бізкочо | 4:3      | - Гісасола - Чуррука - Ескалза - Ірурета - Дані - Аморрорту - Вільяр - Алесанко - Рохо - Ірібар |

| Вісенте Кальдерон, Мадрид Глядачів: 70 000 Арбітр: Хосе Луїс Гарсія Карріон |

|  |  |

| В            |  | Хосе Рамон Еснаола          |     |      |
| З            |  | Хуан Мануель Кобо (к)       |     | 55'  |
| З            |  | Хауме Сабате                |     |      |
| З            |  | Антоніо Бьйоска             |     |      |
| З            |  | Франсіско Бізкочо           | 50' |      |
| ПЗ           |  | Хуліо Карденьйоса           |     |      |
| ПЗ           |  | Себастьян Алабанда          |     |      |
| ПЗ           |  | Франсіско Лопес             | 81' |      |
| Н            |  | Антоніо Бенітес             |     |      |
| Н            |  | Альфредо Мегідо             |     | 106' |
| Н            |  | Хуан Антоніо Гарсія Соріано |     |      |
| Заміни:      |  |                             |     |      |
| Н            |  | Хуан Антоніо Еулате         |     | 106' |
| Н            |  | Рафаель дель Посо           |     | 55'  |
| Тренер:      |  |                             |     |      |
| Рафа Іріондо |  |                             |     |      |

| В             |  | Хосе Анхель Ірібар (к) |     |     |
| З             |  | Хав'єр Ескалза         |     |     |
| З             |  | Хосе Рамон Алесанко    |     |     |
| З             |  | Августин Гісасола      |     |     |
| З             |  | Хосе Марія Ласа        |     | 38' |
| ПЗ            |  | Хосе Ігнасіо Чуррука   |     |     |
| ПЗ            |  | Хав'єр Ірурета         |     |     |
| ПЗ            |  | Анхель Марія Вільяр    |     |     |
| Н             |  | Хосе Франсіско Рохо    | 45' |     |
| Н             |  | Карлос Руїс Ерреро     |     | 80' |
| Н             |  | Дані                   | 77' |     |
| Заміни:       |  |                        |     |     |
| З             |  | Даніель Астрайн        |     | 38' |
| Н             |  | Хосе Марія Аморрорту   |     | 80' |
| Тренер:       |  |                        |     |     |
| Кольдо Агірре |  |                        |     |     |